# Llista de topònims dels Omells de na Gaia
Llista de topònims (noms propis de lloc) del municipi dels Omells de na Gaia, a l'Urgell
Informació actualitzada per un bot. Els canvis manuals es perdran quan s'actualitzi!

## cabana
| imatge | Nom                      | Ubicat a              | instància de | Detalls | coordenades                                                         | Protecció | Commons (més fotos) | Dades a WD                    |
| ------ | ------------------------ | --------------------- | ------------ | ------- | ------------------------------------------------------------------- | --------- | ------------------- | ----------------------------- |
|        | cabana de l'Amorós       | els Omells de na Gaia | cabana       |         | 41° 30′ 27″ N, 1° 04′ 04″ E / 41.5075703251478°N,1.06777315437643°E |           |                     | Modifica les dades a Wikidata |
|        | cabana del Jover         | els Omells de na Gaia | cabana       |         | 41° 30′ 08″ N, 1° 02′ 45″ E / 41.5023358734984°N,1.04583591667819°E |           |                     | Modifica les dades a Wikidata |
|        | cabana del Magí el Tomàs | els Omells de na Gaia | cabana       |         | 41° 30′ 04″ N, 1° 03′ 26″ E / 41.5012029096102°N,1.0571079381964°E  |           |                     | Modifica les dades a Wikidata |
|        | cabana del Maçana        | els Omells de na Gaia | cabana       |         | 41° 30′ 07″ N, 1° 03′ 14″ E / 41.5019670264753°N,1.05382628549558°E |           |                     | Modifica les dades a Wikidata |
|        | corrals del Tomàs        | els Omells de na Gaia | cabana       |         | 41° 30′ 06″ N, 1° 04′ 18″ E / 41.5015648852518°N,1.07165382669668°E |           |                     | Modifica les dades a Wikidata |
|        | el Molí                  | els Omells de na Gaia | cabana       |         | 41° 30′ 09″ N, 1° 03′ 56″ E / 41.5025229525718°N,1.06541922847961°E |           |                     | Modifica les dades a Wikidata |

## granja
| imatge | Nom                           | Ubicat a              | instància de | Detalls | coordenades                                                         | Protecció | Commons (més fotos) | Dades a WD                    |
| ------ | ----------------------------- | --------------------- | ------------ | ------- | ------------------------------------------------------------------- | --------- | ------------------- | ----------------------------- |
|        | Granges Miró                  | els Omells de na Gaia | granja       |         | 41° 29′ 55″ N, 1° 04′ 32″ E / 41.4985320785785°N,1.07556553434604°E |           |                     | Modifica les dades a Wikidata |
|        | Granges de Cal Magí del Tomàs | els Omells de na Gaia | granja       |         | 41° 29′ 53″ N, 1° 04′ 23″ E / 41.4981122642588°N,1.07308608393644°E |           |                     | Modifica les dades a Wikidata |
|        | Granges de l'Erico            | els Omells de na Gaia | granja       |         | 41° 29′ 56″ N, 1° 04′ 37″ E / 41.4988143854953°N,1.07682708971579°E |           |                     | Modifica les dades a Wikidata |
|        | Granges del Sigureta          | els Omells de na Gaia | granja       |         | 41° 29′ 49″ N, 1° 05′ 25″ E / 41.497067710423°N,1.0903954478061°E   |           |                     | Modifica les dades a Wikidata |
|        | Granja de Cal Pisconet        | els Omells de na Gaia | granja       |         | 41° 30′ 06″ N, 1° 04′ 48″ E / 41.5017509832242°N,1.08008284137736°E |           |                     | Modifica les dades a Wikidata |
|        | Granja del Sant               | els Omells de na Gaia | granja       |         | 41° 30′ 07″ N, 1° 04′ 41″ E / 41.5020162508975°N,1.07817003563321°E |           |                     | Modifica les dades a Wikidata |
|        | Granja del Vilà               | els Omells de na Gaia | granja       |         | 41° 30′ 08″ N, 1° 04′ 39″ E / 41.5022953179273°N,1.07762263748288°E |           |                     | Modifica les dades a Wikidata |

## masia
| imatge | Nom                | Ubicat a              | instància de | Detalls                                         | coordenades                                                                | Protecció                   | Commons (més fotos)                        | Dades a WD                    |
| ------ | ------------------ | --------------------- | ------------ | ----------------------------------------------- | -------------------------------------------------------------------------- | --------------------------- | ------------------------------------------ | ----------------------------- |
|        | Quadra del Mas Déu | els Omells de na Gaia | masia        | Estil: arquitectura gòtica arquitectura popular | 41° 30′ 45″ N, 1° 05′ 08″ E / 41.512580555556°N,1.0854777777778°E 563 msnm | bé cultural d'interès local | Quadra del Mas Déu (els Omells de na Gaia) | Modifica les dades a Wikidata |
|        | la Pastorella      | els Omells de na Gaia | masia        |                                                 | 41° 30′ 14″ N, 1° 04′ 32″ E / 41.5039983156827°N,1.07551146824829°E        |                             |                                            | Modifica les dades a Wikidata |

## muntanya
| imatge | Nom              | Ubicat a              | instància de | Detalls | coordenades                                                         | Protecció | Commons (més fotos) | Dades a WD                    |
| ------ | ---------------- | --------------------- | ------------ | ------- | ------------------------------------------------------------------- | --------- | ------------------- | ----------------------------- |
|        | Punta de l'Aguda | els Omells de na Gaia | muntanya     |         | 41° 29′ 35″ N, 1° 05′ 36″ E / 41.49295833°N,1.09338611°E 694.8 msnm |           |                     | Modifica les dades a Wikidata |
|        | el Pere          | els Omells de na Gaia | muntanya     |         | 41° 29′ 52″ N, 1° 04′ 53″ E / 41.49780833°N,1.08145278°E 627.4 msnm |           |                     | Modifica les dades a Wikidata |
|        | el Tossal        | els Omells de na Gaia | muntanya     |         | 41° 30′ 21″ N, 1° 04′ 40″ E / 41.50570556°N,1.07780278°E 648 msnm   |           |                     | Modifica les dades a Wikidata |

## Misc
| imatge | Nom                                      | Ubicat a                                     | instància de                                   | Detalls                                   | coordenades                                                                     | Protecció                   | Commons (més fotos)                | Dades a WD                    |
| ------ | ---------------------------------------- | -------------------------------------------- | ---------------------------------------------- | ----------------------------------------- | ------------------------------------------------------------------------------- | --------------------------- | ---------------------------------- | ----------------------------- |
|        | Castell dels Omells de na Gaia           | els Omells de na Gaia                        | castell                                        | Estil: arquitectura romànica 12nd century | 41° 30′ 01″ N, 1° 04′ 26″ E / 41.500402°N,1.073975°E ca:C. del Castell 560 msnm | bé cultural d'interès local | Castell dels Omells de na Gaia     | Modifica les dades a Wikidata |
|        | Comes de Vallbona                        | els Omells de na Gaia Vallbona de les Monges | indret                                         |                                           | 41° 30′ 26″ N, 1° 05′ 28″ E / 41.50722222°N,1.09123611°E 600 msnm               |                             |                                    | Modifica les dades a Wikidata |
|        | Molí de Ca la Reina                      | els Omells de na Gaia                        | molí d'aigua                                   |                                           | 41° 30′ 17″ N, 1° 04′ 07″ E / 41.504809725402°N,1.0686015164905°E               |                             |                                    | Modifica les dades a Wikidata |
|        | Santa Maria dels Omells de na Gaia       | els Omells de na Gaia                        | església                                       | Estil: arquitectura barroca               | 41° 30′ 00″ N, 1° 04′ 29″ E / 41.500105555556°N,1.0747944444444°E 558 msnm      | bé cultural d'interès local | Santa Maria dels Omells de na Gaia | Modifica les dades a Wikidata |
|        | Solans                                   | els Omells de na Gaia                        | vèrtex geodèsic                                | Alt: 1.2m                                 | 41° 30′ 19″ N, 1° 04′ 42″ E / 41.505328°N,1.078245°E 652.882 msnm               |                             |                                    | Modifica les dades a Wikidata |
|        | casa consistorial dels Omells de na Gaia | els Omells de na Gaia                        | casa consistorial                              |                                           | 41° 30′ 00″ N, 1° 04′ 29″ E / 41.4999576°N,1.074852°E                           |                             |                                    | Modifica les dades a Wikidata |
|        | els Omells de na Gaia                    | els Omells de na Gaia                        | entitat singular de població capital municipal | 121 hab                                   | 41° 30′ 01″ N, 1° 04′ 31″ E / 41.50041°N,1.07524°E 563 msnm                     |                             |                                    | Modifica les dades a Wikidata |